# Дружба (Нижнегорский район)
Дру́жба (до 1948 года Кара́-Тобе́ль; укр. Дружба; крымскотат. Qara Töbel, Къара Тёбель) — исчезнувшее село в Нижнегорском районе Республики Крым, объединённое с Любимовкой. (Судя по доступным документам, Любимовка была попросту снесена, а жителей переселили в Дружбу с переносом названия, поскольку современная Любимовка находится на месте старого Кара-Тобеля. Возможен вариант, что при переименованиях 1945—1948 годов сёла были перепутаны.)

## История
Первое документальное упоминание села встречается в Камеральном Описании Крыма… 1784 года, судя по которому, в последний период Крымского ханства Каратюбель входил в Таманский кадылык Карасъбазарскаго каймаканства. После присоединения Крыма к России (8) 19 апреля 1783 года, (8) 19 февраля 1784 года, именным указом Екатерины II сенату, на территории бывшего Крымского Ханства была образована Таврическая область и деревня была приписана к Перекопскому уезду. После Павловских реформ, с 1796 по 1802 год, входила в Перекопский уезд Новороссийской губернии. По новому административному делению, после создания 8 (20) октября 1802 года Таврической губернии, Каратобель был включён в состав Таганашминской волости Перекопского уезда.
Согласно Ведомости о всех селениях, в Перекопском уезде состоящих с показанием в которой волости сколько числом дворов и душ… от 21 октября 1805 года в деревне Каратобель в 31 дворе проживало 182 крымских татарина, 8 цыган и 3 ясыров. На военно-топографической карте генерал-майора Мухина 1817 года деревня Каратубель обозначена с 35 дворами. После реформы волостного деления 1829 года Кара Тобель, согласно «Ведомости о казённых волостях Таврической губернии 1829 года», отнесли к Башкирицкой волости (переименованной из Таганашминской). На карте 1836 года в деревне Кара-Тебель 44 двора, как и на карте 1842 года.
В 1860-х годах, после земской реформы Александра II, деревню включили в состав Владиславской волости. По энциклопедическому словарю Немцы России, немецкая колония Брудерфельд (нем. Bruderfeld), в переводе — «Поле братьев», была основана меннонитами в 1861 году, а, согласно «Памятной книжке Таврической губернии за 1867 год», деревня Каратабель была покинута жителями в 1860—1864 годах, в результате эмиграции крымских татар, особенно массовой после Крымской войны 1853—1856 годов, в Турцию и заселена немцами колонистами, основавшими 2 колонии под названиями Швестерталь и Бруденфельд. В «Списке населённых мест Таврической губернии по сведениям 1864 года», составленном по результатам VIII ревизии 1864 года, Кара-Тобель, он же общинная немецкая меннонитская колония Брудерфельд, с 28 дворами и 78 жителями при колодцахъ. На 1867 год в колонии действовало начальное училище с обучением на немецком языке. По обследованиям профессора А. Н. Козловского начала 1860-х годов, в селении была пресная вода в колодцах глубиной 2,5—3 сажени (5—6 м). На трёхверстовой карте Шуберта 1865—1876 года колония Бруденфельд обозначена с 17 дворами, а в «Памятной книге Таврической губернии 1889 года» не записана ни под одним из названий.
После земской реформы 1890 года деревню отнесли к Ак-Шеихской волости. По «…Памятной книжке Таврической губернии на 1900 год» в деревне Каратубель числилось 26 жителей в 5 дворах. По Статистическому справочнику Таврической губернии. Ч.II-я. Статистический очерк, выпуск пятый Перекопский уезд, 1915 год, в экономии Каратубель (имение И. И. Меркулова) Ак-Шеихской волости Перекопского уезда числился 1 двор с русским населением в количестве 4-х человек приписных жителей и 37 — «посторонних», из которых 28 мужчин и 13 женщин. В экономии числилось 502 десятины удобной земли. В хозяйстве имелось 50 лошадей, 70 волов, 45 коров и 530 голов мелкого скота.
После установления в Крыму Советской власти, по постановлению Крымревкома от 8 января 1921 года № 206 «Об изменении административных границ» была упразднена волостная система, Перекопский уезд переименовали в Джанкойский, в составе которого был создан Джанкойский район. В 1922 году уезды преобразовали в округа. 11 октября 1923 года, согласно постановлению ВЦИК, в административное деление Крымской АССР были внесены изменения, в результате которых округа были отменены и Джанкойский район стал основной административной единицей и село включили в его состав. Согласно Списку населённых пунктов Крымской АССР по Всесоюзной переписи 17 декабря 1926 года, в селе Кара-Тобель, Мангитского сельсовета Джанкойского района, числилось 27 дворов, из них 26 крестьянских, население составляло 137 человек, из них 122 русских, 5 белорусов, 4 армян, 3 немцев, 2 украинца, 1 записан в графе «прочие». Постановлением Президиума КрымЦИКа «Об образовании новой административной территориальной сети Крымской АССР» от 26 января 1935 года был создан Колайский район (указом Президиума Верховного Совета РСФСР от 14 декабря 1944 года переименованный в Азовский) и село включили в его состав.
В 1944 году, после освобождения Крыма от фашистов, 12 августа 1944 года было принято постановление № ГОКО-6372с «О переселении колхозников в районы Крыма» и в сентябре 1944 года в Азовский район Крыма приехали первые новоселы (162 семьи) из Житомирской области, а в начале 1950-х годов последовала вторая волна переселенцев из различных областей Украины. С 25 июня 1946 года Кара-Тобель в составе Крымской области РСФСР. Указом Президиума Верховного Совета РСФСР от 18 мая 1948 года, Кара-Тобель переименовали в Дружбу. В период до 1954 года село объединили с Любимовкой, поскольку в списках присоединённых после этой даты сёл не значится.

### Динамика численности населения
| - 1805 год — 193 чел. - 1864 год — 78 чел. - 1900 год — 26 чел. | - 1915 год — 4/37 чел. - 1926 год — 137 чел. |